# Bobby Thomas
Robert Charles „Bobby“ Thomas (* 14. November 1932; † 20. Oktober 2013) war ein US-amerikanischer Jazz-Schlagzeuger, Musikpädagoge und Komponist.

## Leben und Wirken
Thomas leistete von 1953 bis 1955 den Militärdienst ab, wo er in einer Army-Band spielte. Nach seiner Entlassung aus der Armee studierte er an der Juilliard School (Abschluss 1961); im November 1960 entstanden erste Aufnahmen mit Junior Mance (The Soulful Piano of Junior Mance). In den folgenden Jahren arbeitete er als professioneller Musiker; so begleitete er u. a. Musiker und Sänger wie Wes Montgomery, Carmen McRae, Cy Coleman, Charles Aznavour, Jimmy Heath, Herbie Mann, Gigi Gryce, Ray Charles, Gloria Lynne, Dionne Warwick, Gerry Mulligan, Oliver Jones, Hubert Laws und Billy Taylor. Neben dem Jazz arbeitete er in zahlreichen Broadwayshows, wie Promises Promises, Company, Coco und dem Musical A Chorus Line, in dem er auch als musikalischer Koordinator tätig war und mit Michael Bennett zusammenarbeitete. Thomas spielte außerdem in der Fernsehshow von David Frost und betätigte sich als Komponist; seine Kompositionen wurden u. a. von Hubert Laws, Wayne Shorter, Attila Zoller, Dave Pike, Junior Mance und David Frost aufgenommen. Thomas unterrichtete an der Rutgers University und im Jazz in July-Programm der University of Massachusetts. Im Bereich des Jazz war er zwischen 1960 und 1993 an 45 Aufnahmesessions beteiligt.